# Villers-lès-Luxeuil
Pour les articles homonymes, voir Villers.
Villers-lès-Luxeuil est une commune française située dans le département de la Haute-Saône, la région culturelle et historique de Franche-Comté et la région administrative Bourgogne-Franche-Comté.

## Géographie

### Localisation
Villers-lès-Luxeuil se trouve à 277 mètres d'altitude ; le village est situé à 9 km au nord-est de Luxeuil-les-Bains, la plus grande ville à proximité. Vesoul, préfecture du département est à 19 km au sud-ouest
Le village est situé dans la partie nord du département, dans une petite vallée à l'extrémité ouest des plaines basses de Luxeuil et de la Lanterne, au pied nord des hauteurs du bois de la Brosse Grande.

### Communes limitrophes
Les communautés voisines de Villers-lès-Luxeuil sont Abelcourt et Sainte-Marie-en-Chaux au nord, Breuches et Éhuns à l'est, Visoncourt et Mailleroncourt-Charette au sud, Meurcourt à l'ouest et Velorcey au nord-ouest.

### Catastrophes naturelles et risques à Villers-lès-Luxeuil
Risque sismique sur la commune : sismicité négligeable mais non nulle.
Catastrophes naturelles passées à Villers-lès-Luxeuil :
- Inondations et coulées de boue le 13 novembre 2000 ;
- Inondations, coulées de boue et mouvements de terrain du 25 au 29 décembre 1999 ;
- Inondations et coulées de boue du 16 au 28 mai 1983 ;
- Inondations et coulées de boue du 8 au 31 décembre 1982 ;
- Inondations et coulées de boue le 9 novembre 1982 ;
- Inondations et coulées de boue le 14 octobre 1982.

### Climat
Pour des articles plus généraux, voir Climat de la Bourgogne-Franche-Comté et Climat de la Haute-Saône.
En 2010, le climat de la commune est de type climat de montagne, selon une étude du Centre national de la recherche scientifique s'appuyant sur une série de données couvrant la période 1971-2000. En 2020, Météo-France publie une typologie des climats de la France métropolitaine dans laquelle la commune est exposée à un climat semi-continental et est dans la région climatique  Lorraine, plateau de Langres, Morvan, caractérisée par un hiver rude (1,5 °C), des vents modérés et des brouillards fréquents en automne et hiver. 
Pour la période 1971-2000, la température annuelle moyenne est de 10,2 °C, avec une amplitude thermique annuelle de 17 °C. Le cumul annuel moyen de précipitations est de 1 119 mm, avec 13,7 jours de précipitations en janvier et 10,1 jours en juillet. Pour la période 1991-2020, la température moyenne annuelle observée sur la station météorologique de Météo-France la plus proche, « Luxeuil », sur la commune de Saint-Sauveur à 8 km à vol d'oiseau, est de 10,8 °C et le cumul annuel moyen de précipitations est de 977,3 mm. 
La température maximale relevée sur cette station est de 38,9 °C, atteinte le 25 juillet 2019 ; la température minimale est de −25,9 °C, atteinte le 16 janvier 1966,,. 
Les paramètres climatiques de la commune ont été estimés pour le milieu du siècle (2041-2070) selon différents scénarios d'émission de gaz à effet de serre à partir des nouvelles projections climatiques de référence DRIAS-2020. Ils sont consultables sur un site dédié publié par Météo-France en novembre 2022.

## Urbanisme

### Typologie
Au 1er janvier 2024, Villers-lès-Luxeuil est catégorisée commune rurale à habitat dispersé, selon la nouvelle grille communale de densité à sept niveaux définie par l'Insee en 2022.
Elle est située hors unité urbaine. Par ailleurs la commune fait partie de l'aire d'attraction de Luxeuil-les-Bains, dont elle est une commune de la couronne,. Cette aire, qui regroupe 41 communes, est catégorisée dans les aires de moins de 50 000 habitants,.

### Occupation des sols
L'occupation des sols de la commune, telle qu'elle ressort de la base de données européenne d’occupation biophysique des sols Corine Land Cover (CLC), est marquée par l'importance des forêts et milieux semi-naturels (49,4 % en 2018), une proportion identique à celle de 1990 (49,4 %). La répartition détaillée en 2018 est la suivante : 
forêts (40,9 %), zones agricoles hétérogènes (15,5 %), prairies (14,9 %), terres arables (13,6 %), milieux à végétation arbustive et/ou herbacée (8,5 %), zones urbanisées (4,6 %), cultures permanentes (2 %). L'évolution de l’occupation des sols de la commune et de ses infrastructures peut être observée sur les différentes représentations cartographiques du territoire : la carte de Cassini (XVIIIe siècle), la carte d'état-major (1820-1866) et les cartes ou photos aériennes de l'IGN pour la période actuelle (1950 à aujourd'hui).

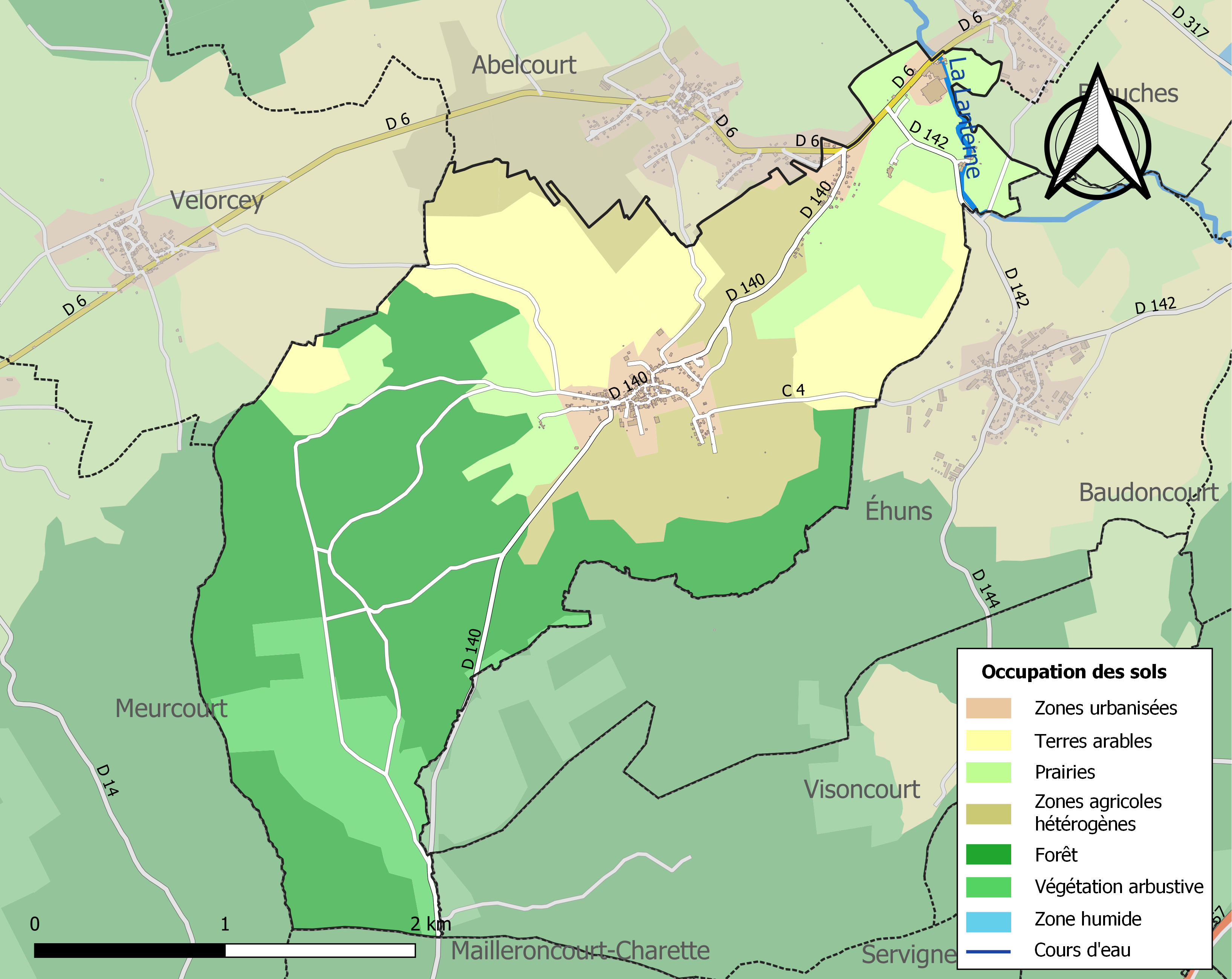
Carte des infrastructures et de l'occupation des sols de la commune en 2018 (CLC).

## Politique et administration

### Rattachements administratifs et électoraux
La commune fait partie de l'arrondissement de Lure du département de la Haute-Saône,  en région Bourgogne-Franche-Comté. Pour l'élection des députés, elle dépend de la deuxième circonscription de la Haute-Saône.
Elle faisait partie depuis 1801 du canton de Saulx. Dans le cadre du redécoupage cantonal de 2014 en France, la commune est rattachée au canton de Saint-Loup-sur-Semouse.

### Intercommunalité
La commune faisait partie de la communauté de communes du Pays de Saulx, créée le 21 décembre 2001 et qui regroupait 17 communes et environ 3 700 habitants.
Dans le cadre des dispositions de la loi du 16 décembre 2010 de réforme des collectivités territoriales, qui prévoit toutefois d'achever et de rationaliser le dispositif intercommunal en France, et notamment d'intégrer la quasi-totalité des communes françaises dans des EPCI à fiscalité propre dont la population soit normalement supérieure à 5 000 habitants, le schéma départemental de coopération intercommunale de 2011 a prévu la fusion des communautés de communes : 
- du Pays de Saulx,  
- des grands bois 
- des Franches Communes (sauf  Amblans et Genevreuille), 
et en y rajoutant la commune isolée de Velorcey, afin de former une nouvelle structure regroupant 42 communes et environ 11 200 habitants.
Cette fusion est effective depuis le 1er janvier 2014 et a permis la création, à la place des intercommunalités supprimées, de  la Communauté de communes du Triangle Vert, dont la commune est désormais membre.

### Liste des maires

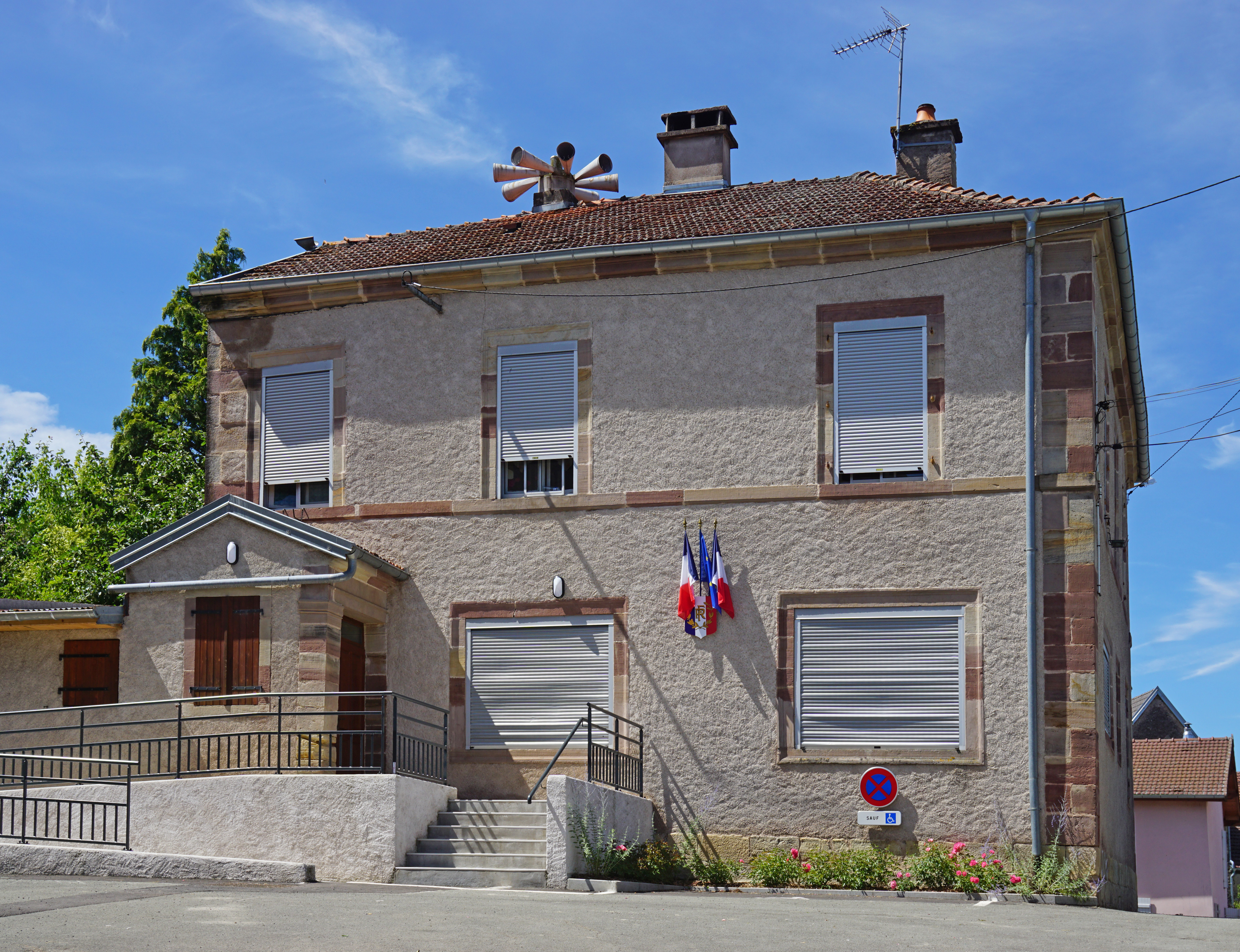
La mairie.

| Période                                  | Période                   | Identité           | Étiquette | Qualité |
| ---------------------------------------- | ------------------------- | ------------------ | --------- | --- |
| Les données manquantes sont à compléter. |                           |                    |           | |
| mars 2001                                | octobre 2005              | Jean-Marie Chanson |           | |
| octobre 2005                             | novembre 2019             | Michel Weyermann   | PS        | Professeur de mathématiques retraité Conseiller général de Saulx (1988 → 2015) Conseiller départemental de Saint-Loup / Semouse (2015 → 2019) 1er vice-président du conseil général puis départemental ( ? → 2019) Décès en cours de mandat |
| novembre 2019                            | En cours (au 4 juin 2020) | Christophe Valot   |           | Réélu pour le mandat 2020-2026 |

### Budget et fiscalité
En 2014, le budget de la commune était constitué ainsi :
- total des produits de fonctionnement : 203 000 €, soit 586 € par habitant ;
- total des charges de fonctionnement : 127 000 €, soit 366 € par habitant ;
- total des ressources d’investissement : 100 000 €, soit 289 € par habitant ;
- total des emplois d’investissement : 227 000 €, soit 656 € par habitant.
- endettement : 124 000 €, soit 357 € par habitant.

Avec les taux de fiscalité suivants :
- taxe d’habitation : 11,67 % ;
- taxe foncière sur les propriétés bâties : 9,97 % ;
- taxe foncière sur les propriétés non bâties : 17,82 % ;
- taxe additionnelle à la taxe foncière sur les propriétés non bâties : 58,19 % ;
- cotisation foncière des entreprises : 13,24 %.

## Démographie
L'évolution du nombre d'habitants est connue à travers les recensements de la population effectués dans la commune depuis 1793. Pour les communes de moins de 10 000 habitants, une enquête de recensement portant sur toute la population est réalisée tous les cinq ans, les populations de référence des années intermédiaires étant quant à elles estimées par interpolation ou extrapolation. Pour la commune, le premier recensement exhaustif entrant dans le cadre du nouveau dispositif a été réalisé en 2005.

En 2022, la commune comptait 312 habitants, en évolution de +2,63 % par rapport à 2016 (Haute-Saône : −1,4 %, France hors Mayotte : +2,11 %).
| 1793 | 1800 | 1806 | 1821 | 1831 | 1836 | 1841 | 1846 | 1851 |
| ---- | ---- | ---- | ---- | ---- | ---- | ---- | ---- | ---- |
| 489  | 545  | 564  | 594  | 651  | 595  | 641  | 644  | 615  |

| 1856 | 1861 | 1866 | 1872 | 1876 | 1881 | 1886 | 1891 | 1896 |
| ---- | ---- | ---- | ---- | ---- | ---- | ---- | ---- | ---- |
| 526  | 519  | 487  | 478  | 471  | 419  | 399  | 368  | 353  |

| 1901 | 1906 | 1911 | 1921 | 1926 | 1931 | 1936 | 1946 | 1954 |
| ---- | ---- | ---- | ---- | ---- | ---- | ---- | ---- | ---- |
| 338  | 313  | 330  | 271  | 274  | 260  | 271  | 231  | 187  |

| 1962 | 1968 | 1975 | 1982 | 1990 | 1999 | 2005 | 2006 | 2010 |
| ---- | ---- | ---- | ---- | ---- | ---- | ---- | ---- | ---- |
| 178  | 187  | 202  | 212  | 240  | 305  | 352  | 357  | 342  |

| 2015 | 2020 | 2022 | - | - | - | - | - | - |
| ---- | ---- | ---- | - | - | - | - | - | - |
| 310  | 314  | 312  | - | - | - | - | - | - |

## Économie
En 2000, à Villers-lès-Luxeuil, il y avait sept fermes occupées, un total de 252 hectares.
En 2007, 220 personnes était en âge de travailler, 168 étaient actifs et 52 étaient inactifs. Sur les 168 personnes actives, 159 étaient employées (85 hommes et 74 femmes), et 8 étaient au chômage (trois hommes et cinq femmes). Parmi les 52 ersonnes inactives, 37 étaient à la retraite, et 15 étaient des étudiants.

## Patrimoine
- Église Saint-Pierre[26] ;
- Monument aux morts[27] ;
- Fontaine-lavoir[28] ;
- Moulin à farine, puis minoterie et usine de produits pour l'alimentation animale Narjoz, actuellement magasin de commerce pour l'alimentation du bétail[29].

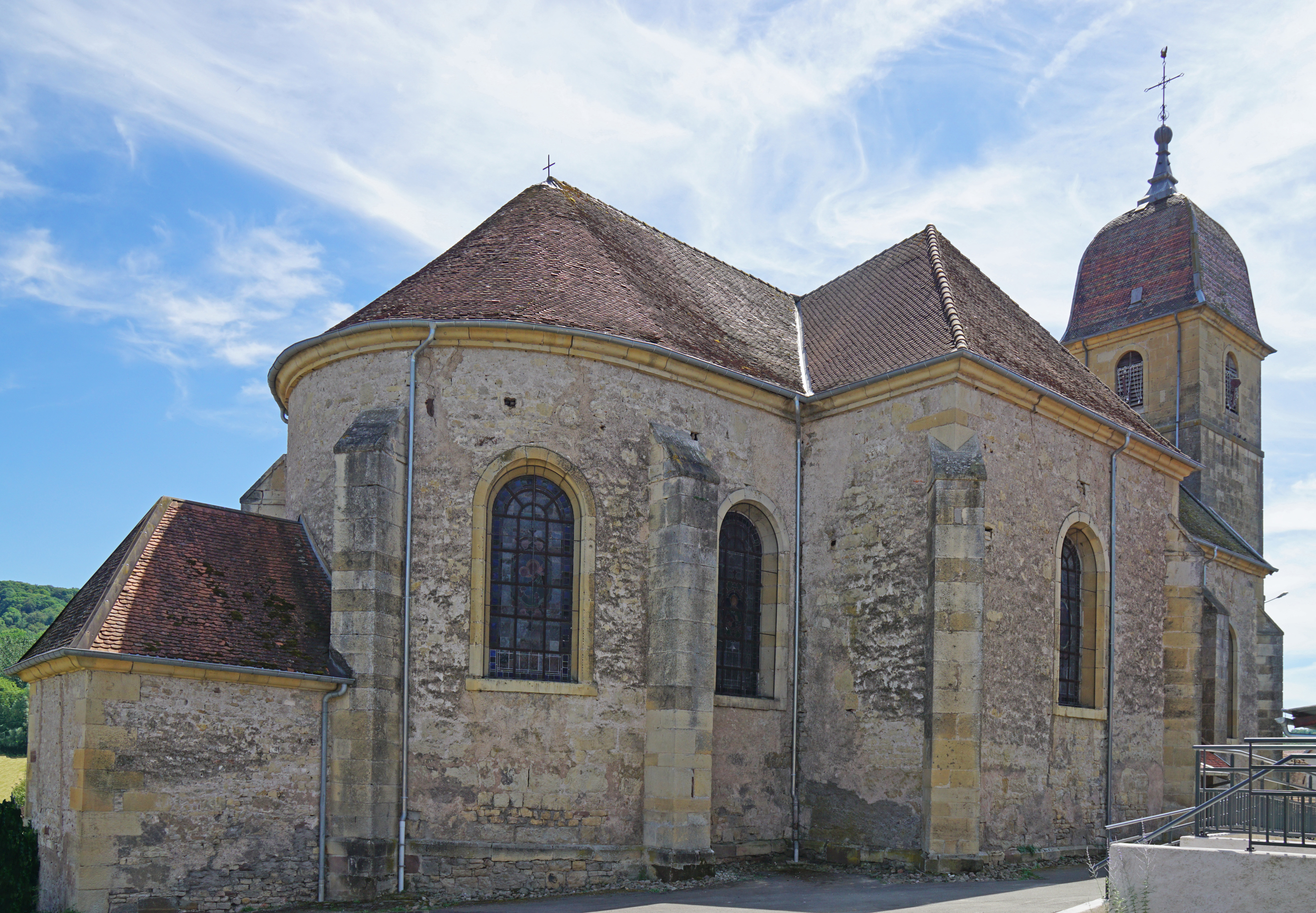
L'église Saint-Pierre.
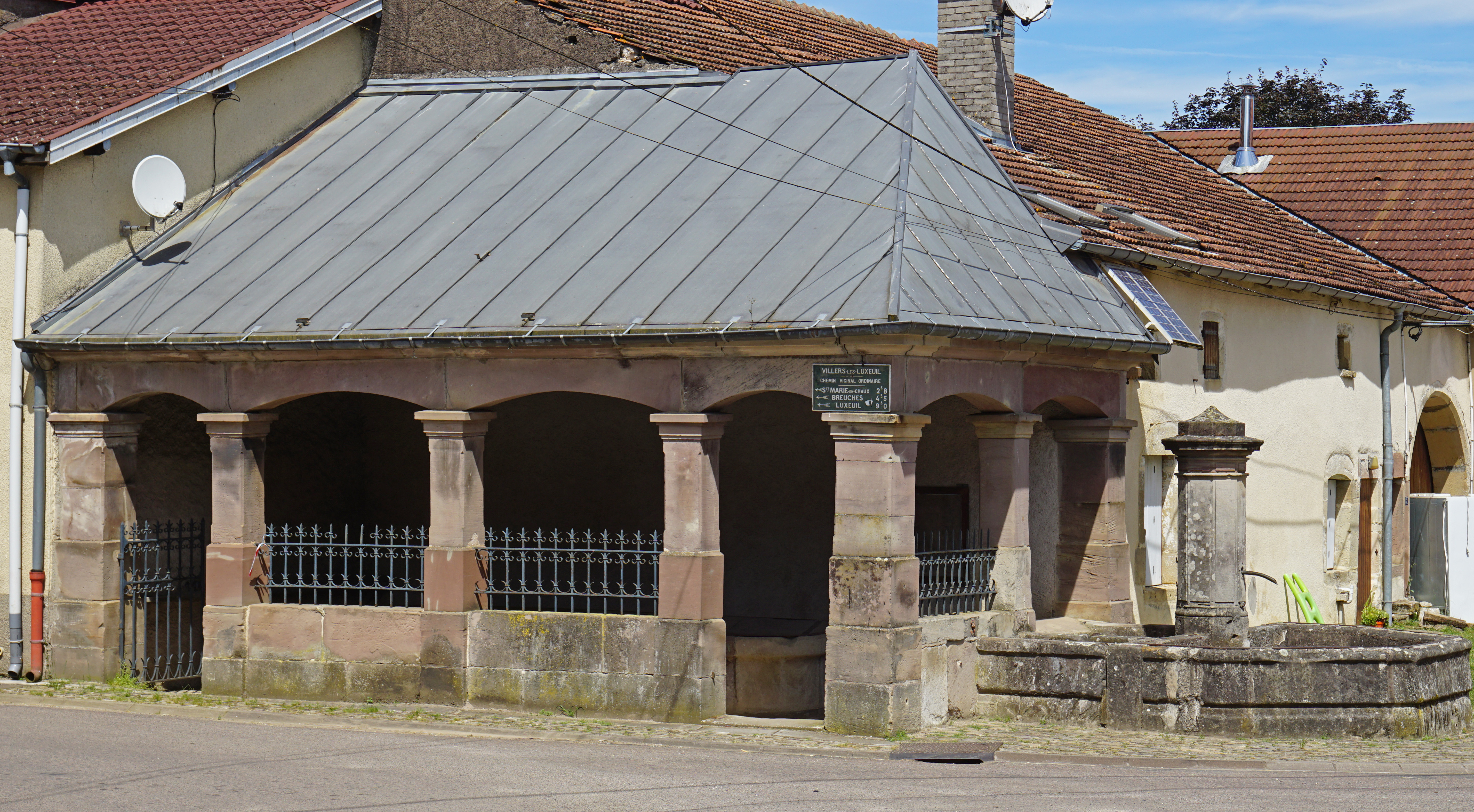
Le lavoir.
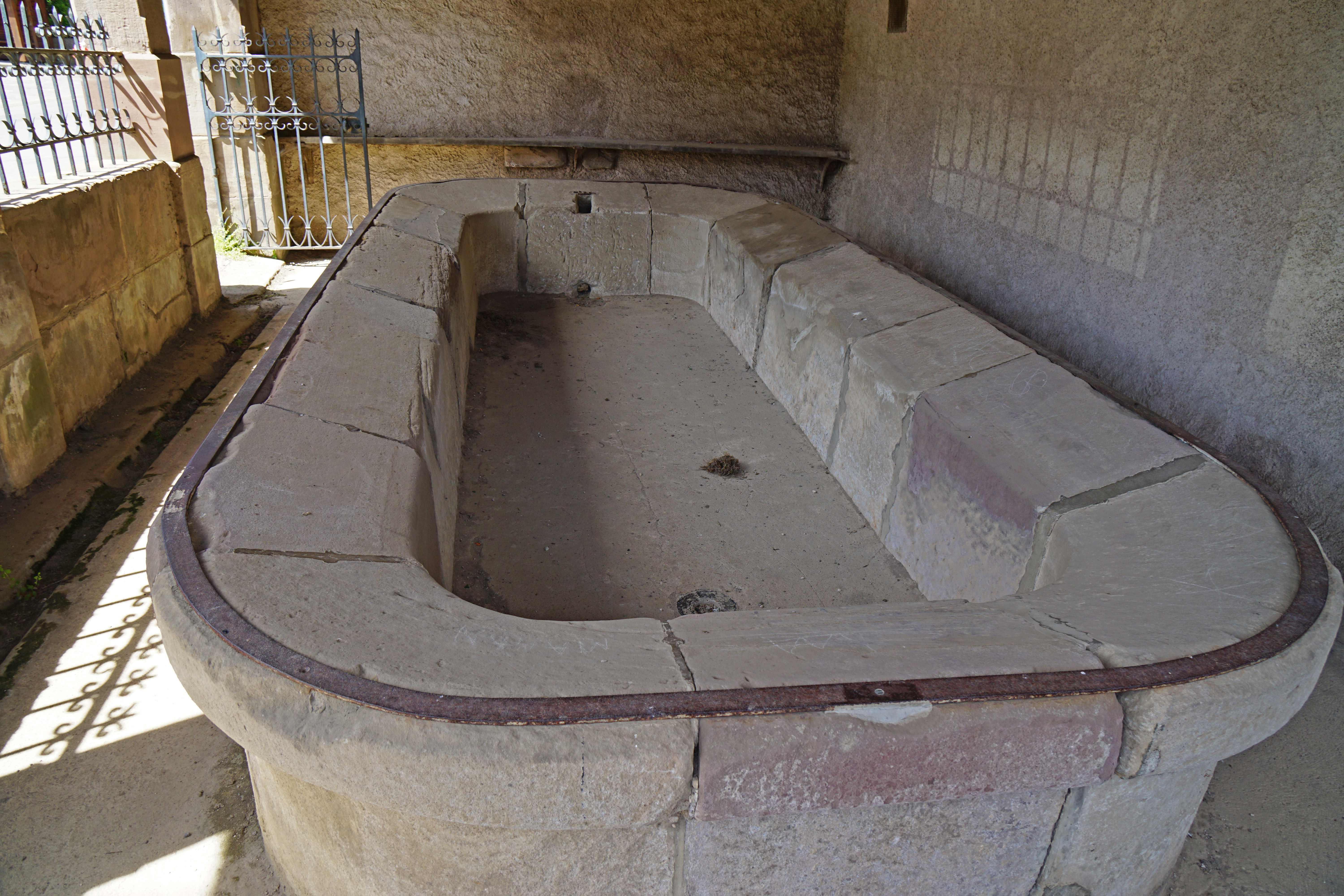
Le lavoir
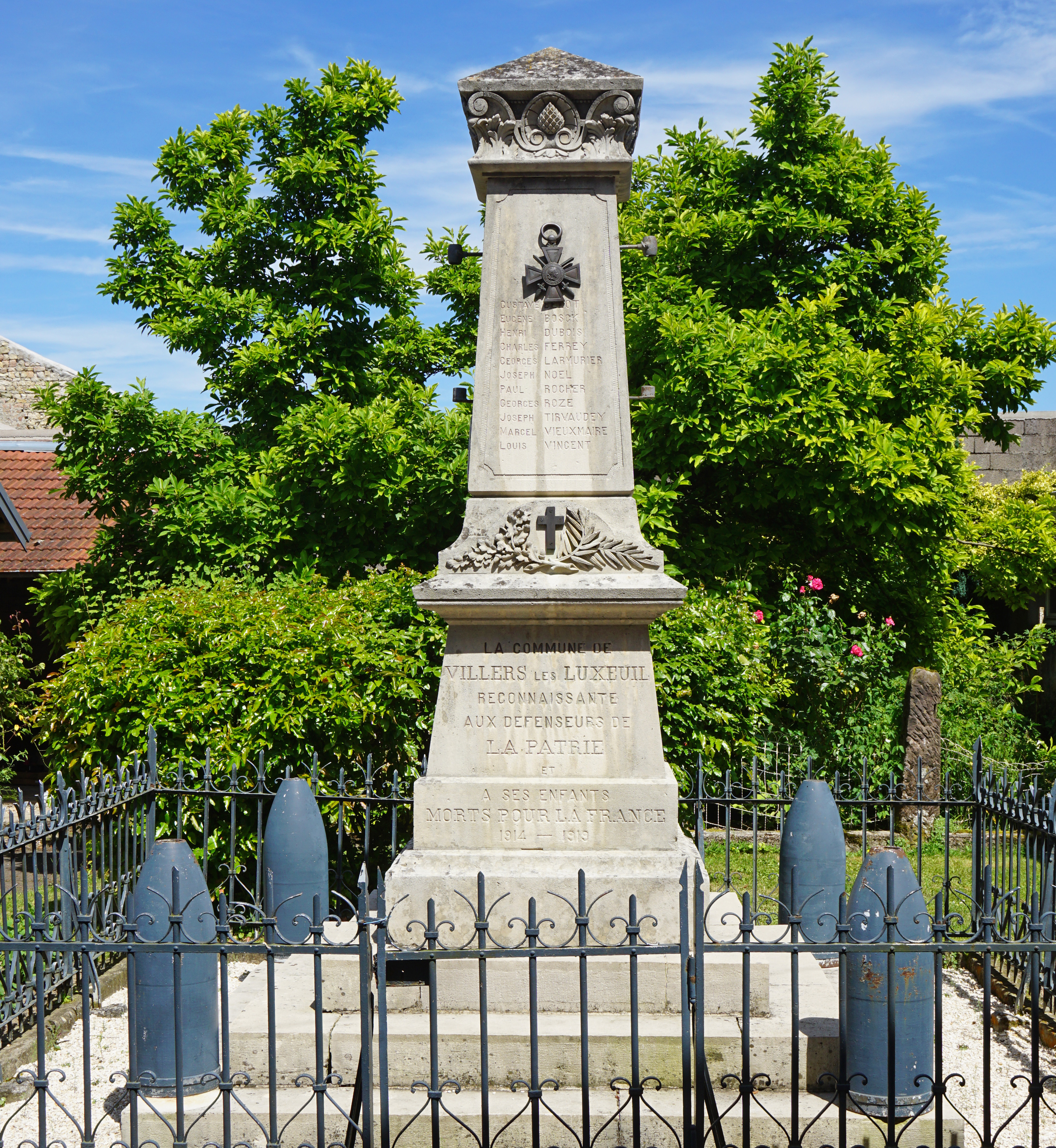
Le monument aux morts.
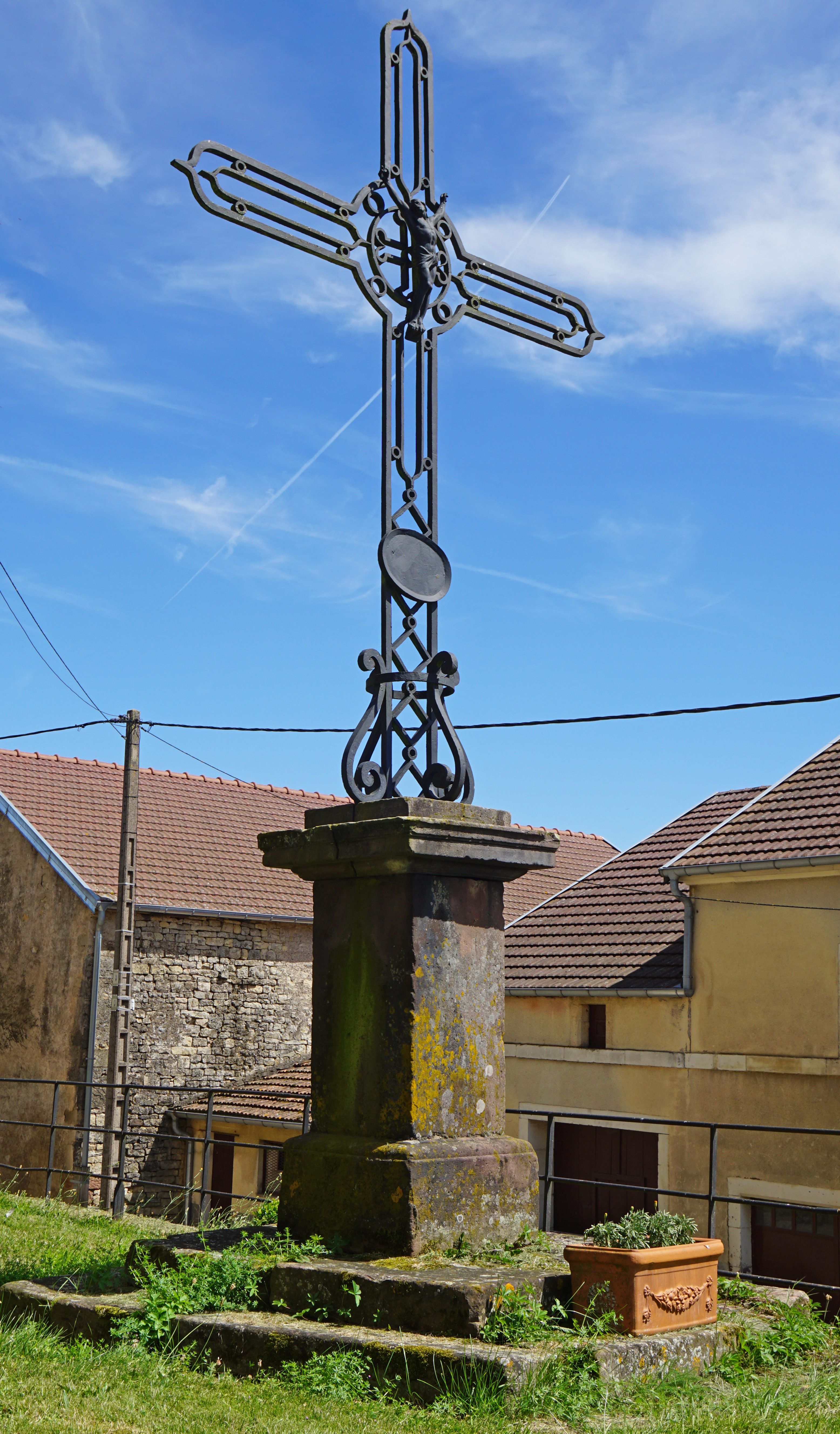
Croix.
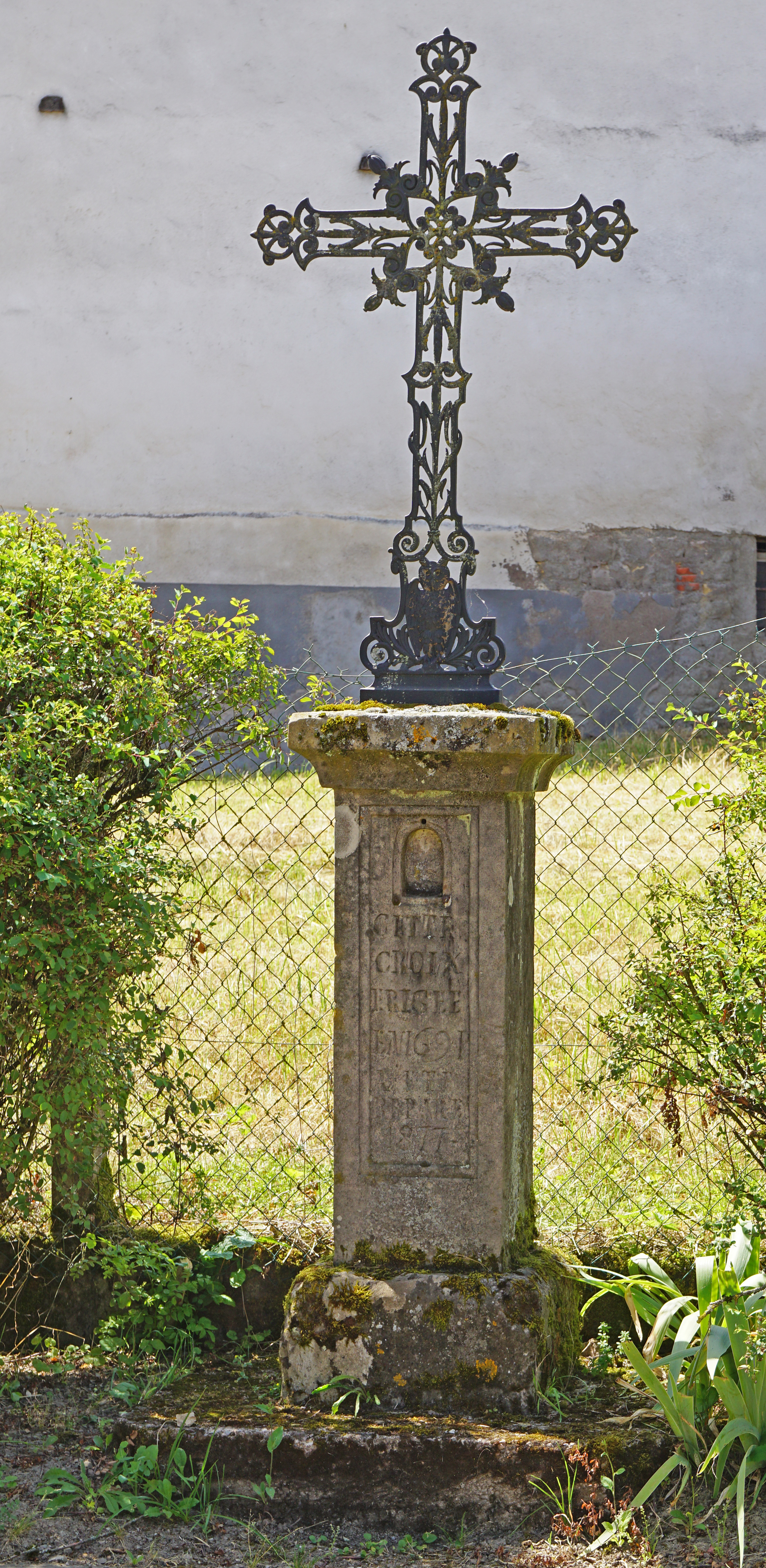
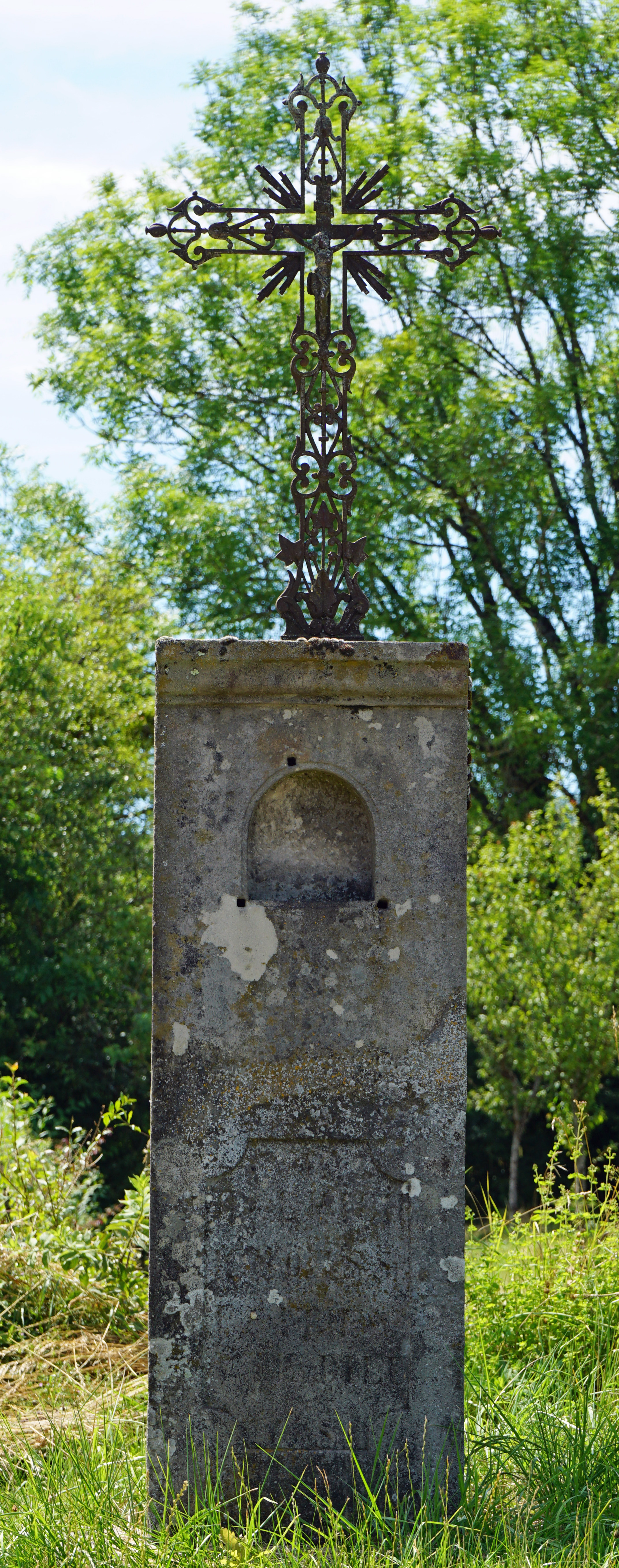

## Personnalités liées à la commune
- Pierre Antoine Michaud (1746-1808), général des armées de la République y est né.